# Nappalæder
Nappalæder, eller napalæder, er en fuldnarvet læder, typisk farvet og fremstillet af ikke-spaltet kid-, lamme- eller fårehud. Læderet er garvet med salte af krom- eller aluminiumsulfat og er kendetegnet ved sin blødhed og holdbarhed. Det er ofte brugt i læderprodukter af høj kvalitet såsom dyre møbler og tilbehør såsom tegnebøger og bagage.
 Der er for få eller ingen kildehenvisninger i denne artikel, hvilket er et problem. Du kan hjælpe ved at angive troværdige kilder til de påstande, som fremføres i artiklen.